# Contarini
I Contarini furono una nobile casata ascritta al patriziato veneziano, compresa fra le antichissime famiglie apostoliche.

## Storia
La leggenda ne fa risalire l'origine agli Aurelii Cotta di Roma che, essendo prefetti nella regione del Reno, venivano detti Cotta Rheni o Conti del Reno, da cui il cognome Contarini.
Padre Pietro Antonio di Venetia nella sua storia della città lagunare pubblicata nel 1688 ( Historia Serafica ovvero cronica della provincia di S. Antonio detta anco di Venetia, de Min. Oss. Riformato, divisa in cinque libri et nuovamente raccolta dall’industrioso zelo e laboriosa applicazione del p. Pietro Antonio di Venetia, minimo fra’li minori dell’istessa riforma nell’anno 1688 presso Gio. Francesco Valvansense) scrive: “Non si ritrova preciso il tempo in cui giunse quella famiglia nell'Adria, bensì, che resa già habitante delle isole, dalli principi, che accolsero Cittadini, e sostenuta con vantaggio di rilevanti ricchezze, concorse l'anno 697 alla nomina del primo Prencipe Marco Contarini, uno delli 22 Tribuni delle Isole, che ne fecero l'elettione.”
Evidenziamo che il primo membro della famiglia certamente documentato è un Andrea Contarini che nell'853 sottoscrisse il testamento del vescovo di Castello Orso.
Rappresentò una delle più fiorenti casate veneziane: nell'anno 1500 su 1 523 nuclei familiari patrizi censiti in città, ben 107 portavano il cognome Contarini. Va tuttavia precisato che, specialmente in casi come questi, i vari rami non si sentivano parte di un'unica stirpe solo in base al comune cognome.
Diede alla Serenissima nove dogi, e numerose altre personalità di rilievo come ecclesiastici, politici e militari. Moltissimi poi sono i riferimenti tuttora presenti nella toponomastica.
I Contarini dal Naso furono così soprannominati da un Andrea (da alcuni detto Giacomo), che ferì con un pugno il doge Francesco Foscari all'uscita dalla Basilica di San Marco, perché gli era stata negata da questi la nomina a capitano del Golfo. Il 21 marzo 1430 venne decapitato fra le colonne della piazzetta San Marco.

### Contarini di San Silvestro
In origine vivevano a Santa Maria Mater Domini. Era uno dei rami più antichi e si diceva disceso in linea retta dal doge Domenico (XI secolo). Vi appartennero il doge Iacopo di Domenico (1193-1280), il politico Stefano di Bernardo (1444-1518) e l'ambasciatore Lorenzo di Maddaleno (1515-1552).

### Contarini dal Bovolo

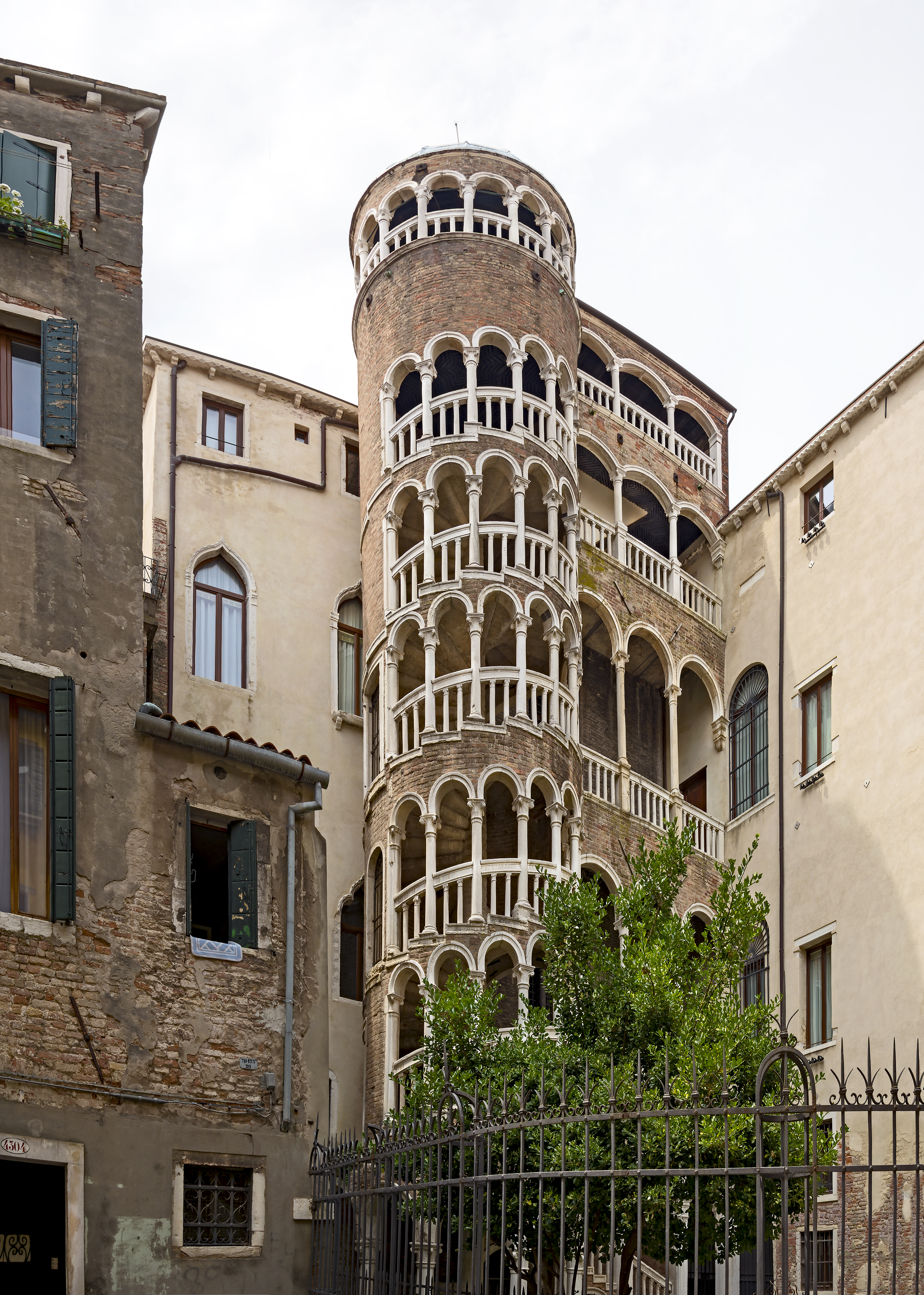
Palazzo Contarini del Bovolo

I Contarini "di San Paternian" (di cui, secondo il Barbaro, si ha notizia almeno dal 1261 con un Paolo) furono in seguito soprannominati "dal Bovolo" quando, sul finire del Quattrocento, Pietro Contarini ornò l'esterno della sua dimora con una caratteristica scala a chiocciola (bòvolo significa "chiocciola" in veneziano).
Tra i membri, spicca fra tutti il doge Andrea di Nicolò († 1382), ma vanno ricordati anche Andrea di Bertuccio († XV secolo), uomo politico e Giovanbattista di Domenico (1587-1671), erudito.
Il palazzo passò a Giovanni Minelli nel 1717 in seguito al matrimonio con Elisabetta di Pietro Maria Contarini, ultima rappresentante del ramo.

### Contarini dagli Scrigni

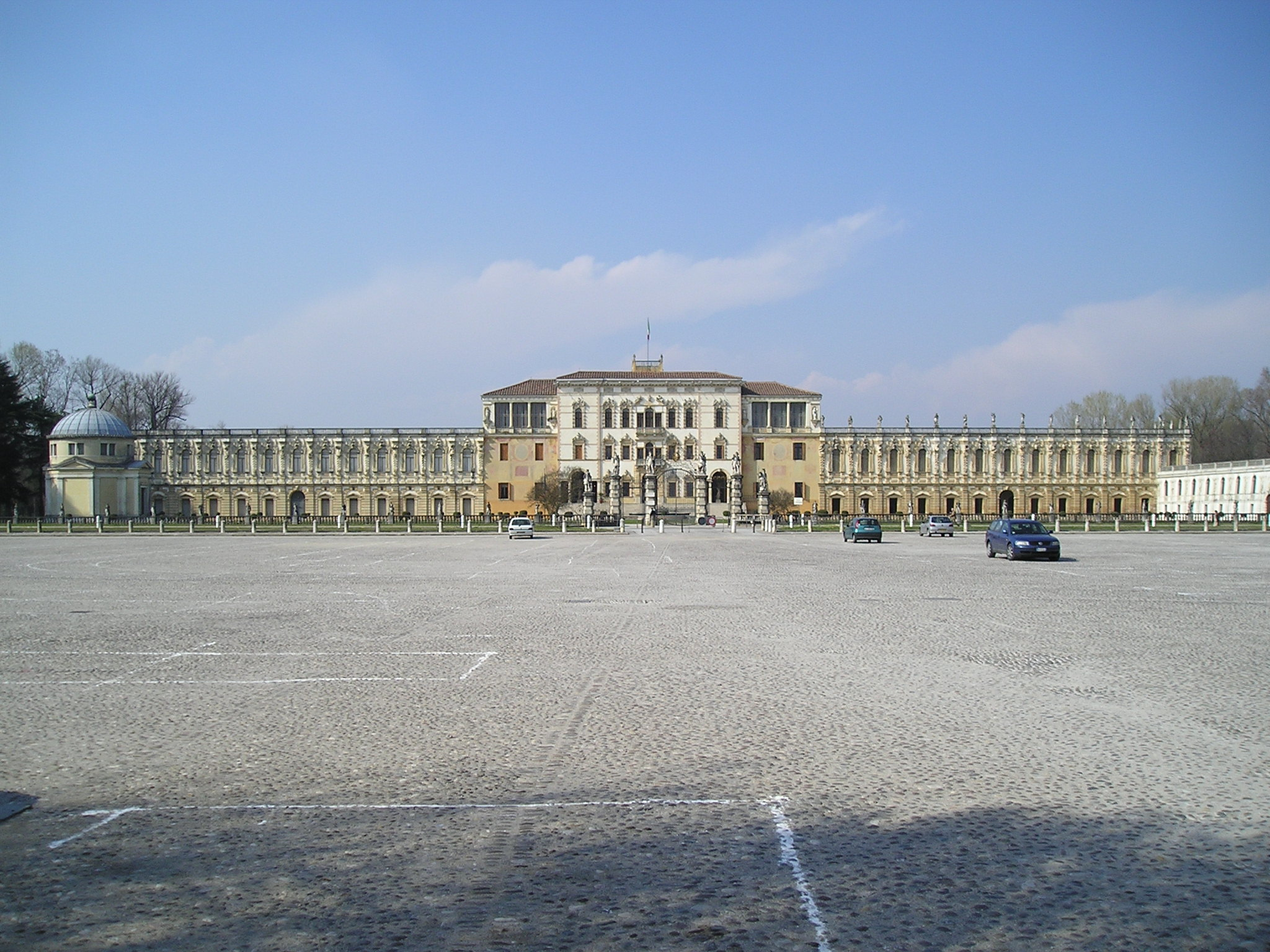
Villa Contarini a Piazzola.

Residenti in un palazzo di San Trovaso, il soprannome si riferiva al loro immenso patrimonio che ne faceva una delle famiglie più ricche e prestigiose di tutto il patriziato. Furono anche noti come Contarini "Piazzola" dall'abitato di Piazzola, nel Padovano, dove possedevano una splendida villa derivata da un fortilizio portato in dote da Maria di Jacopo da Carrara al marito Nicolò Contarini di San Cassiano. Oltre agli immobili, nella stessa località godevano dei diritti di mercato, pascolo, mulino e guardia armata, nonché del giuspatronato della chiesa.
I loro possedimenti comprendevano poi terreni sparsi tra il Padovano, il Dogado, il Trevigiano e il Vicentino (nel Settecento giungevano a quasi 2.000 ettari), ma anche case e botteghe a Venezia.
Di questo ramo si distinsero vari politici e diplomatici: Francesco di Nicolò (1421-?), Zaccaria di Francesco (1452-1513), Francesco di Zaccaria (1477-1558), Zaccaria di Paolo (1526-1602), Pietro di Marco (1578-1632), Marco di Marco (1708-1746), ai quali si aggiunge il vescovo Pietro di Zaccaria (1491-1563).

### Contarini dal Zaffo

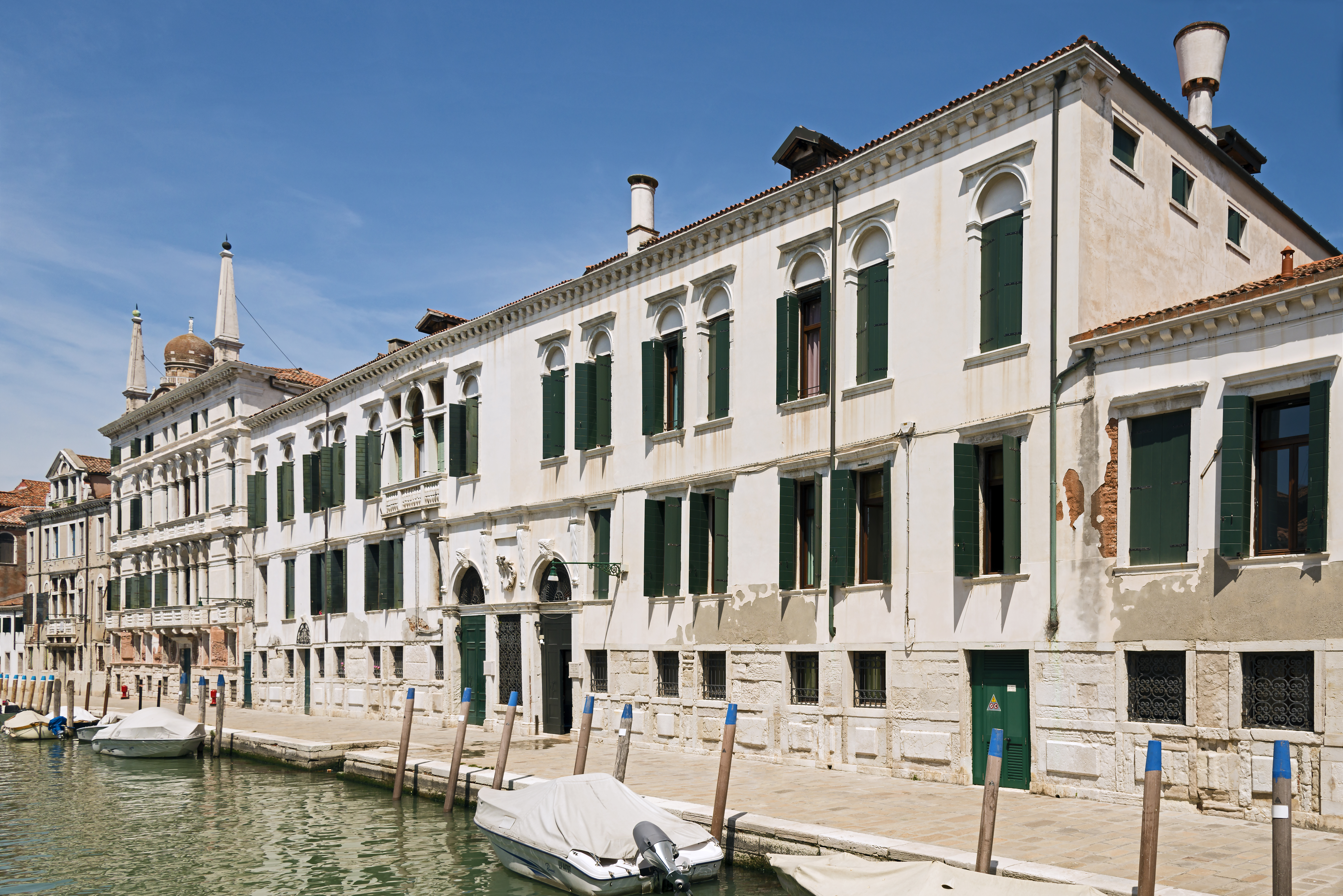
Palazzo Contarini dal Zaffo a Cannaregio.

Assunsero questa denominazione nel 1473, quando la regina di Cipro Caterina Cornaro creò Giorgio Contarini conte di Giaffa, rendendolo il primo dignitario dell'isola. Dopo la conquista turca si trattò di un titolo meramente onorifico ma assolutamente prestigioso e ambito: fu riconosciuto nel 1476 dalla stessa Repubblica che, anzi, conferì allo stesso Giorgio e ai suoi discendenti anche il cavalierato della Stola d'Oro.
Venivano altresì detti "della Madonna dell'Orto" dal nome della parrocchia di residenza (vivevano in un palazzo di Cannaregio, dotato di un bel giardino e di una fornita biblioteca). Non erano ricchissimi ma potevano contare su diversi beni immobili, tra cui case a Venezia e terreni a Piove di Sacco e Villafranca. Altri beni si trovavano nel Ducato di Ferrara, ma vennero in seguito alienati per le mire espansionistiche dello Stato Pontificio. La maggiore fonte di reddito, comunque, proveniva dall'attività mercantile (Puglie e Alessandria d'Egitto).
Il rappresentante più insigne di questa linea fu il cardinale Gasparo di Alvise (1483-1542). Si citano poi Tommaso di Alvise (1488-1578), Alvise di Vincenzo (1537-1579), Tommaso di Gasparo (1562-1614), Alvise di Tommaso (1597-1651) e Carlo di Alvise (1636-1688), tutti impegnati nella vita politica e diplomatica. Infine, va segnalato il vescovo Giulio di Federico (1519-1575).
La loro nobiltà, assieme ai titoli di conti e cavalieri, fu riconosciuta dell'Impero austriaco con S.R. 1º dicembre 1817.

### Contarini dalla Porta di Ferro
Vivevano in un palazzo in salizzada Santa Giustina, il cui ingresso si caratterizzava per dei vistosi battenti in ferro (lavoro del XV secolo rimosso nella prima metà dell'Ottocento). La tomba di famiglia si trovava a San Francesco della Vigna.
Diede i dogi Francesco di Bertucci (1554-1624) e Alvise di Nicolò (1601-1684).

## Membri illustri

### Dogi
- Marco Aurelio Contarini - 697 - primo doge. Francesco Schröder, segretario del governo austriaco (che scrisse un repertorio delle famiglie confermate nobili dopo il passaggio del Veneto agli austriaci) afferma: “Fin dai primi tempi della Repubblica vennero i Contarini dalle sponde del Reno ad abitare le isolette venete. Nove sono gli individui sortiti da questo ceppo che coprirono la Suprema dignità dello Stato, quella cioè di Doge, e il primo fu Marco nel 697.”[7]. Quindi nel 697 i dodici esponenti delle principali famiglie di Venezia elessero uno di loro (Marco Contarini) princeps (con la medesima accezione augustea di primo fra pari). Per questo motivo alcune fonti (tra i quali anche l'Enciclopedia Britannica) considerano Marco Contarini il primo doge di Venezia mentre altri (tra i quali anche l'enciclopedia Treccani) considerano Paolo Lucio Anafesto come primo dux, dell'elenco ufficiale dei 120 dogi di Venezia che inizia appunto nell'anno 697 d.C.: Marco Aurelio Contarini, fu uno dei 12 Tribuni che elessero Paolo Lucio Anafesto nel 697[3] con il patronato del Patriarca di Grado[30]. In realtà seguendo la tradizione Romana dei due consoli, la comunità veneta individuò un capo civile ed uno militare. Dal punto di vista semantico princeps significa primo tra pari per autorità (antecedente del termine presidente) mentre il termine doge deriva dal dux romano, sinonimo di generale militare. Paolo Lucio Anafesto risulta doge in quanto dux (capo militare) mentre Marco Contarini venne eletto princeps dai 12 elettori quale principe dei Veneti. In seguito le due cariche sono state assunte da una sola persona che effettivamente veniva chiamata doge e principe allo stesso tempo.
- Domenico I Contarini - 30º doge, in carica dal 1043 al 1070. Ricostruì Grado dopo il suo incendio da parte del patriarca di Aquileia Poppo (o Poppone), che fece morire di fame in prigione nel 1045. Riconquistò Zara, precedentemente occupata dal re di Ungheria. Decise la costruzione della basilica di San Marco nelle forme che conosciamo oggi, con l'intento di emulare lo splendore imperiale della chiesa dei Santi Apostoli di Costantinopoli.
- Jacopo Contarini - 47º doge, succeduto a Lorenzo Tiepolo nel 1275. Indusse Ancona a riconoscere l'egemonia di Venezia sul Mare Adriatico; sedò una sollevazione di Trieste.
- Andrea Contarini - 60º doge dal 1367 al 1392, nel periodo (1378-1381) della guerra contro la Repubblica di Genova. Il 24 giugno 1380 a Chioggia catturò la flotta e l'esercito genovesi. Fu membro del tribunale che condannò Marino Faliero.
- Francesco Contarini (1554-1624) - 95º doge dal 1623. Guidò la Serenissima contro l'Austria che aveva occupato il Milanese e la Valtellina, si alleò con Luigi XIII di Francia e con i cantoni svizzeri protestanti e avviò la cacciata degli austriaci dalla Valtellina.
- Nicolò Contarini - 97º doge nel 1630, anno in cui Venezia fu colpita dalla peste. Fece voto solenne di costruire alla Madonna un tempio affinché intercedesse nel fermare l'epidemia. Fu incaricato il Longhena e fu costruita la Basilica di Santa Maria della Salute.
- Carlo Contarini - 100º doge dal 1655 al 1656; sconfisse i turchi sui Dardanelli.
- Domenico II Contarini (1585 - 1675) - 104º doge dal 1659. Nel 1669 Venezia perse Candia.
- Alvise Contarini - 106º doge dal 1676 al 1684.

### Altre personalità
- Marco Aurelio Contarini, Console romano eletto a Padova, prese parte al terzo Triumvirato Consolare[2] di Rialto, dal 425 al 426[3]
- Aurelio Contarini, figlio di Marco Aurelio, si trasferì nella Laguna veneta in seguito alla invasione barbarica di Attila e divenne Tribuno di Rialto nel 453[3]
- Luigi Contarini, procuratore di San Marco nell’864[3][31]
- Antonio Contarini, procuratore di San Marco nell'865[3]
- Contarino Contarini, tribuno di Chioggia nell’880[3]
- Marco Contarini, figlio di Teodosio, procuratore di San Marco nell’899[3][31]
- Marino Contarini (morto nel 953), patriarca di Grado nel 919
- Giovanni Contarini, ambasciatore presso papa Giovanni XII nel 959[3]
- Marco Contarini, figlio di Giovanni, procuratore di San Marco nel 991[3][31]
- Domenico Contarini (morto nel 1074), vescovo di Olivolo dal 1044 al 1074[3]
- Enrico Contarini, vescovo di Castello dal 1074 al 1108[3]
- Marco Contarini (m. 1149), figlio di Giovanni, procuratore di San Marco nel 1143[3]
- Bertucci Contarini, capitano della flotta del doge Enrico Dandolo, nella conquista di Zara nel 1202 e nella conquista di Costantinopoli nel 1204 durante la Quarta crociata
- Marino Contarini (m. 1293), procuratore di San Marco nel 1286[3]
- Nicolo Contarini, procuratore di San Marco nel 1299[3]
- Alberto Contarini, procuratore di San Marco nel 1300[3]
- Nicolo Contarini (m. 1331), procuratore di San Marco nel 1326[3]
- Elisabetta Contarini, moglie del doge Francesco Dandolo, dogaressa di Venezia dal 1328 al 1339
- Stefano Contarini (m. 1352), procuratore di San Marco nel 1347[3]
- Zaccaria Contarini, diplomatico e bailo di Costantinopoli nel 1349[3]
- Maffio Contarini, governatore (provveditore) di Albania nel 1355
- Antonio Contarini (m. 1386), vescovo di Adria dal 1384 al 1386[3]
- Lorenzo Contarini, procuratore di San Marco nel 1377[3]
- Andrea Contarini (morto nel 1443), ambasciatore a Roma presso Gregorio XII nel 1406, il primo papa veneziano[3]
- Girolamo Contarini, governatore di Verona nel 1408[3]
- Antonio Contarini (m. 1441), conte di Zara  dal 1409 in nome dell'Ungheria[3]
- Alvise Contarini, governatore di Siracusa nel 1406
- Luigi (Lodovico) Contarini, senatore del Regno di Sicilia dal 1414
- Marino Contarini (m. 1455), vescovo di Cattaro nel 1430, vescovo di Treviso nel 1453[3]
- Stefano Contarini, diplomatico e procuratore di San Marco nel 1441[3]
- Federico Contarini, diplomatico e procuratore di San Marco nel 1445[3]
- Nadalino Contarini, procuratore di San Marco nel 1459[3]
- Leonardo Contarini, procuratore di San Marco nel 1449[3]
- Bartolomeo Contarini - Nobile della Repubblica di Venezia del XV secolo che sposò Chiara Zorzi, vedova del duca di Atene Neri II Acciaiuoli (m. 1451), e che insieme a lei governò il ducato assumendo il titolo di duca di Atene (1451 - 1454) in nome del figlio neonato, Francesco I Acciaioli.
- Ambrogio Contarini (1429 - 1499), diplomatico. Esercitando l’attivita’ di mercante in Oriente si trovò’ molto probabilmente a Costantopoli nel momento della conquista della città da parte dei Turchi (1453). Sicuramente, negli anni successivi, visse a Costantinoli finché,nel 1464, scoppiò la guerra fra Venezia e l'Impero Ottomano e dopo essere arrestato, riuscì a fuggire e nel 1464 tornando a Venezia e riportando con sé la mano di Santa Marta recuperata a Lesbo oltre a preziose notizie sui preparativi dei Turchi per la guerra. Dal 1470 partecipò alla guerra navale contro i Turchi con il grado di sopracomito (super comes: comandante) di una galera. Alla fine del 1473 venne nominato ambasciatore in Persia con la quale Venezia cercava di stringere un'alleanza contro i Turchi. Per lo stesso obiettivo era già stato mandato Giosafat Barbaro che però era rimasto bloccato a Cipro dalle vicende della guerra. Ambrogio Contarini scelse quindi un itinerario per terra per evitare di attraversare i territori in mano ai Turchi. Passò quindi per la Germania e la Polonia e a lui si unirono due ambasciatori del re di Polonia ed uno del re di Boemia e poi, attraversando l'Ucraina, la Crimea ed il Caucaso giunse in Persia dove era in corso una guerra fra Uzū Hasan, sovrano turcomanno della Persia e suo figlio Ughurlu Mohammed che si era ribellato. Quando finalmente giunse alla capitale Ispahan vi trovò Giosafat Barbaro che lo aveva preceduto. Dopo aver ricevuto l'ambasciata Uzūn Hasan decise che Giosafat Barbaro poteva rimanere presso di lui e promise di continuare la guerra contro i Turchi. Nel 1475 Ambrogio Contarini ripartì per Venezia assieme ad un ambasciatore del Duca di Moscovia e due ambasciatori persiani diretti in Borgogna ed in Moscovia. Nel viaggio di ritorno inizialmente rifece l'itinerario che utilizzò all’andata ma a causa della caduta di Caffa in mano ai Turchi, dovette recarsi in Russia, passando per la Polonia e la Germania, arrivando finalmente a Venezia nel 1477. In seguito si recò’ a Cipro come consigliere della regina Caterina di Lusignano, fu podestà di Vicenza e nel 1484 fu patrono dell'Arsenale. Nel 1490-91 fu console ad Alessandria d'Egitto e nel 1496 torno’ nuovamente a Cipro come consigliere del luogotenente che aveva sostituito la regina Caterina nel governo dell’isola. Rimase celebre per la sua ambasceria in Persia presso Uzun Hasan (1473-1476) sulla quale scrisse un libro sul suo viaggio in Persia che fu stampato per la prima volta nel 1486 a Venezia col titolo “Questo è el viazo de misier Ambrosio Contarin ambasador de la illustrissima signoria de Venesia al signor Uxuncassam Re di Persia” che fu poi ristampato più volte con il titolo “Itinerario del magnifico et clarissimo messer Ambrosio Contarini” ed inserito in raccolte di racconti di viaggi, e che venne anche tradotto in francese.
- Federico Contarini (1479-1512), militare e politico.
- Gasparo Contarini (Venezia, 1483 - Bologna, 1542), inviato di Venezia presso Carlo V e cardinale dal 1535. Fu legato pontificio presso la Dieta di Ratisbona nella quale cercò un accordo con i luterani.
- Carlo Contarini, Ambasciatore presso l’Imperatore del Sacro Romano Impero Ferdinando I nel 1523[3]
- Bernardo Contarini, bailo di Nauplia nel 1524[3]
- Giovanni Contarini, provveditore della Marina veneta nel 1528[3]
- Luigi Contarini, bailo di Nauplia nel 1531
- Paolo and Francesco Contarini, patrizi che costruirono Villa Contarini a Piazzola sul Brenta nel 1546
- Giovanni Contarini (1549–1605), pittore della Scuola veneta
- Giacomo Contarini (Nicosia, 1536 - Venezia, 1595) - Erudito. Ebbe interessi vastissimi e nella sua casa di Venezia, si potevano incontrare intellettuali ed artisti della città come Andrea Palladio, Tintoretto, Paolo Veronese e Palma il Giovane. Collezionista raffinato di opere d’arte (il Ratto di Europa del Veronese era stato creato per il suo Palazzo) creò una biblioteca personale tra le più importanti del ‘500, con testi che oltre all'arte, riguardavano la filosofia, l'architettura e specialmente la matematica, la fisica e l'astronomia, motivo di amicizia con Galileo Galilei. Inoltre collezionava testi di tecnica militare, letterari, giuridici, storici ma in particolare riguardanti Venezia ed il suo mito. Morì nel 1595 lasciando la sua ricchissima biblioteca alla carissima patria, con la clausola che il lascito avrebbe avuto effetto solo alla morte dell'ultimo Contarini del suo ramo familiare, cosa che accadde solo nel 1713 con la morte di Bertucci Contarini.
- Pietro Contarini, vescovo di Pafo dal 1557 al 1562[3]
- Giulio Contarini (m. 1580), procuratore di San Marco nel 1537[3]
- Marc' Antonio Contarini, ambasciatore presso Imperatore del Sacro Romano Impero Carlo V di Asburgo dal 1529 al 1533, ambasciatore a Roma presso Paolo III nel 1538[3]
- Alessandro Contarini (m. 1553), procuratore di San Marco nel 1538[3]
- Tomaso Contarini, governatore di Verona nel 1541, Procuratore di San Marco nel 1557[3]
- Giulio Contarini, vescovo di Belluno dal 1542 al 1575[3]
- Pietro Francesco Contarini, patriarca di Venezia dal 1554[3]
- Tomaso Contarini, procuratore di San Marco nel 1558[3]
- Tomaso Contarini, ambasciatore presso Imperatore del Sacro Romano Impero Carlo V di Asburgo nel 1535 e procuratore di San Marco nel 1543[3]
- Francesco Contarini, ambasciatore presso Paolo IV nel 1555, ambasciatore presso Carlo V di Asburgo e procuratore di San Marco nel 1556[3]
- Francesco Contarini, che prese parte al concilio di Trento, dal 1562 al 1570 fu l'ultimo vescovo di Pafo, ucciso dagli ottomani con la caduta di Nicosia durante le prime fasi di occupazione dell'isola di Cipro.[3]
- Luigi Contarini (m. 1579), ambasciatore presso il Duca di Ferrara nel 1569, ambasciatore presso il re Carlo IX di Francia nel 1577[3]
- Federico Contarini, procuratore di San Marco nel 1570[3]
- Leonardo Contarini, ambasciatore in Germania nel 1571[3]
- Girolamo Contarini, procuratore di San Marco nel 1571[3]
- Cecilia Contarini, moglie del doge Sebastiano Venier, ammiraglio della flotta veneta durante la Battaglia di Lepanto, dogaressa di Venezia dal 1577 al 1578
- Tomaso Contarini (d. 1617), governatore di Vicenza nel 1589, in seguito ambasciatore presso i Paesi Bassi, ambasciatore presso Rodolfo II Imperatore del Sacro Romano Impero, ambasciatore presso Paolo V
- Zaccaria Contarini, ambasciatore presso Gregorio XIV nel 1590, ambasciatore presso Clemente VIII e procuratore di San Marco nel 1599[3]
- Francesco Contarini, scrittore e militare. Insegnò filosofia all'Università di Padova, poi fu ambasciatore di Venezia presso papa Pio II e comandò un esercito inviato in soccorso di Siena. Scrisse una Historia Etruriae.
- Giovanni Paolo Contarini, procuratore di San Marco nel 1594[3]
- Tommaso Contarini, arcivescovo di Candia dal 1597 al 1604[3]
- Girolamo Contarini, vescovo di Capodistria dal 1600 al 1619[3]
- Bernardo Contarini, procuratore di San Marco nel 1602[3]
- Pietro Contarini, ambasciatore presso Carlo Emanuele I duca di Savoia, nel 1606[3]
- Tomaso Contarini, ambasciatore presso Paolo V nel 1612[3]
- Piero Contarini, ambasciatore presso l’Imperatore del Sacro Romano Impero Rodolfo II nel 1606, ambasciatore presso Paolo V, ambasciatore presso re Giacomo I di Inghilterra nel 1617[3]
- Simone Contarini, Bailo di Costantinopoli nel 1608, ambasciatore preso il re Luigi XIII di Francia nel 1617, ambasciatore presso Ferdinando II Sacro Romano Imperatore nel 1619, procuratore di San Marco nel 1620, Ambasciatore presso il Re Filippo IV di Spagna nel 1621, ambasciatore presso il Sultano Mustafa I nel 1622, ambasciatore presso il re Luigi XIII di Francia nel 1625[3]
- Gasparo Contarini, ambasciatore presso i Paesi Bassi Paesi Bassi nel 1608[3]
- Alvise Contarini, ambasciatore presso Paolo V[3]
- Simone Contarini (1563-1633) poeta e diplomatico. Fu ambasciatore di Venezia presso varie potenze europee; fu molto attivo durante la peste del 1630.
- Ludovico Contarini (m. 1653), diplomatico. Negoziò l'alleanza con la Francia per il conflitto in Valtellina e rappresentò Venezia alla Pace di Vestfalia.
- Simon Contarini (XVII secolo) fu capitanio di Padova nel 1664. Intervenne per sedare conflitti presenti nelle piccole comunità ebraiche di Este e Montagnana[32]
- Angelo Contarini (m. 1657), ambasciatore presso re Carlo I di Inghilterra nel 1625, ambasciatore presso Urbano VIII nel 1629, ambasciatore presso l’imperatore del Sacro Romano Impero Ferdinando III nel 1637, ambasciatore presso re Luigi XIII di Francia nel 1638, ambasciatore presso papa Urbano VIII nel 1640, procuratore di San Marco nel 1642, ambasciatore presso Urbano VIII nel 1642, ambasciatore presso Innocenzo X nel 1646[3]
- Alvise Contarini (1597–1651), ambasciatore presso il re Carlo I di Inghilterra nel 1627, ambasciatore presso il re Luigi XIII di Francia, ambasciatore presso Urbano VIII nel 1632, Bailo di Costantinopoli nel 1636, mediatore nel Congresso di Munster dal 1641 sino alla firma della Pace di Westfalia nel 1648[3]
- Giorgio Contarini, governatore di Vicenza nel 1638
- Andrea Contarini, figlio del Doge Carlo Contarini, procuratore di San Marco nel 1645, ambasciatore del re Giovanni II Casimiro Vasa di Polonia nel 1649, ambasciatore presso Clemente IX nel 1667 e presso Clemente X nel 1670[3]
- Tomaso Contarini, provveditore della Dalmazia nel 1647[3]
- Angelo Contarini, governatore di Verona nel 1649[3]
- Giulio Contarini, procuratore di San Marco nel 1651[3]
- Francesco Contarini, governatore di Verona nel 1651[3]
- Vicenzo Contarini, ambasciatore in Inghilterra  (Council of State) nel 1653[3]
- Giacomo Contarini, governatore di Verona nel 1653[3]
- Girolamo Contarini, capitano di galeone nel 1657, provveditore della Dalmazia e dell'Albania nel 1667[3]
- Marco Contarini (m. 1689), procuratore di San Marco nel 1662[3]
- Carlo Contarini, ambasciatore presso il re Carlo II di Spagna[3]
- Domenico Contarini, ambasciatore presso Leopoldo I[3]
- Carlo Contarini, procuratore di San Marco nel 1685[3]
- Pietro Contarini, procuratore di San Marco nel 1701[3]
- Girolamo Contarini, provveditore di Corfù nel 1701[3]
- Luigi Contarini, procuratore di San Marco nel 1703[3]
- Antonio Contarini, governatore di Verona nel 1713[3]
- Polissena Contarini da Mula, moglie del doge Alvise Giovanni Mocenigo, dogaressa di Venezia dal 1771 al 1778
- Luigi Filippo Contarini (1841–1908), sindaco di Agrigento e senatore del Regno d'Italia.
- Massimo Pizzi Gasparon Contarini (1969), architetto, regista scenografo e costumista di Opera.

## Architetture
Palazzi a Venezia
- Ca' d'Oro
- Palazzo Contarini del Bovolo
- Palazzo Contarini delle Figure
- Palazzo Contarini Fasan
- Palazzo Contarini Dal Zaffo (Cannaregio)

Ville del Veneto
- Villa Contarini a Piazzola sul Brenta
- Villa Contarini a Este
- Villa Contarini "degli Armeni" ad Asolo
- Villa Contarini Piva, Valnogaredo, Cinto Euganeo
- Villa Contarini Giovanelli Venier a Vo' Vecchio, Vo'
- Villa Contarini Carrer a Porto Viro (comune creato nel 1995 dall’unione di Contarina e Donada)
- Villa Grimani Contarini a Concadirame

Altro
- Fontana Contarini a Bergamo
- Piazza Contarena a Udine